# 거친 계절의 소녀들이여
《거친 계절의 소녀들이여》(일본어: 荒ぶる季節の乙女どもよ。 아라부루 기세쓰노 오토매도모요[*])은 원작은 오카다 마리, 작화는 에모토 나오에 의해 일본의 만화이다. 《별책 소년 매거진》(코단샤)에서 2017년 1월호부터 2019년 10월호까지 연재되었다.

## 줄거리
당신의 "처음"을 저에게 주세요. 주인공 오노데라 카즈사를 비롯한 문예부에 소속된 여자 5명. 문예부가 "죽기 전에 하고 싶은 것"이라는 화제로 들끓던 어느 날, 부원 중 한 명이 던진 "섹스"라는 말에 그녀들은 "성"에 휘둘리기 시작한다.